# Gerardo Rocconi
Gerardo Rocconi (* 14. listopadu 1949 Corinaldo) je italský římskokatolický duchovní a emeritní biskup Jesi.

## Život
Narodil se 14. listopadu 1949 v Corinaldo.
Vstoupil do kněžského semináře v Anconě a následně ve Fano. Po teologickém studiu byl 15. září 1973 biskupem Odem Fusi Pecci vysvěcen na kněze a inkardinován do diecéze Senigallia. Stal se vicerektorem a poté rektorem semináře v Senigallii. Působil jako administrátor farnosti opatství Santa Maria in Castagnola v Chiaravalle.
Roku 1992 byl jmenován generálním vikářem diecéze a v této době spravoval farnosti Sant'Angelo v Senigallii a Santa Maria ve Filetto. Dne 2. listopadu 1994 mu byl udělen titul Prelát Jeho Svatosti. Byl členem sboru poradců, knežské rady a diecézní rady pro ekonomiku. Dne 20. března 2006 jej papež Benedikt XVI. jmenoval biskupem Jesi. Biskupské svěcení přijal 29. dubna z rukou biskupa Giuseppe Orlandoniho a spolusvětiteli byli arcibiskup Edoardo Menichelli a biskup Odo Fusi Pecci.
Dne 28. ledna 2025 přijal papež František jeho rezignaci z důvodu dosažení kanonického věku 75 let.